# Acidité volatile

Molécule d'acide acétique, en grande partie responsable de l’acidité volatile

L’acidité volatile est l'acidité exogène d'une solution aqueuse de glucides telle qu'un moût ou d'une solution aqueuse d'éthanol telle qu'une boisson alcoolisée.
Elle se manifeste en particulier par un taux d'acide acétique et d'acétates dans les boissons alcoolisées résultant directement d'une fermentation alcoolique, éventuellement complétée d'une fermentation malolactique, dans lesquelles subsistent des glucides et qui sont exposées à l'air : vin, bière, saké, cidre, poiré, hydromel, vin de palme, bière de banane, etc.

## Origine de l'acidité volatile
Les principales origines de l’acidité volatile sont les suivantes :
- origine microbiologique :
  - formation d’acide acétique par des levures lors de la fermentation alcoolique
  - oxydoréduction des glucides et de l'éthanol en acide acétique par des bactéries acétiques (fermentation acétique) produisant une acescence
  - transformation de l'acide citrique et des sucres résiduels en acide acétique par des bactéries lactiques hétérofermentaires au terme d'une fermentation malolactique
- origine physico-chimique : extraction de l’acide acétique du bois dans le cas d’un élevage sous bois.

## Acidité volatile en œnologie

### Processus d'acidification du vin
La fermentation alcoolique d’un moût de raisin conduit à la formation normale de 0,2 à 0,3 g·l-1 équivalent H2SO4 d’acidité volatile selon les conditions de milieu (hygiène, alcool potentiel, niveau de débourbage, température de fermentation, etc.) et la souche de levure. 

#### Levures
La cinétique de production de l'acide acétique par les levures est irrégulière : le pic se situe entre 3° et 5° d'alcool acquis, pour ensuite baisser. Cette propriété de production de l'acide acétique par la levure de fermentation peut être mise à profit par le vinificateur pour « repasser » des vins dont l'acidité volatile est trop élevée (technique « super quatre »).

#### Bactéries acétiques
Dans une solution aqueuse d'éthanol (telle qu'une boisson alcoolisée) ou de glucides non fermentés (telle qu'un moût), la fermentation acétique produite par des bactéries acétiques contribue à l'acidité volatile, particulièrement  dans celles résultant directement d'une fermentation alcoolique où subsistent des glucides : vin, bière, saké, cidre, poiré, hydromel, vin de palme, bière de banane...
Au-delà d'un taux critique d'acidité volatile, la fermentation acétique est à l'origine d'une acescence, une colonie de bactéries acétiques (principalement des genres Acetobacter aceti, Gluconoacetobacter europaeus, Gluconobacter oxydans et Acetobacter orleanensis) s'organisant en un biofilm lors de ce processus : la mère de vinaigre. En outre, Gluconobacter oxydans peut produire des polysaccharides (glucane, lavane...) lors d'un élevage, rendant ainsi le milieu visqueux.
Au-delà d'un taux critique spécifique d'acide acétique dans l'acidité volatile, une solution aqueuse d'éthanol peut subir une piqûre acétique par estérification à partir de l'acide acétique et de l'éthanol produisant de l'acétate d'éthyle.
En viniculture, de nombreuses espèces de bactéries acétiques des genres Acetobacter et Gluconoacetobacter sont présentes : Acetobacter aceti, cerevisiæ, estuniensis, lovaniensis, malorum, œni, orleanensis, pasteurianus, peroxydans, tropicalis ; Gluconoacetobacter entanii, europaeus, hansenii, intermedius, johannae, liquefaciens, oboediens, xylinum...
Chronologiquement, les principales espèces de bactéries acétiques présentes en viniculture interviennent comme suit :  Gluconobacter oxydans sur des baies de raisin (où elle peut provoquer une pourriture molle bactérienne), Gluconoacetobacter liquefasciens et Gluconoacetobacter hansenii sur un moût, Acetobacter pasteurianus lors d'une cuvaison, Acetobacter aceti lors d'une fermentation malolactique, cette dernière ainsi que Gluconoacetobacter europaeus et qu'Acetobacter œni sur un vin, Gluconobacter oxydans et Acetobacter orleanensis lors d'un élevage en fûts de bois usagés...

#### Bactéries lactiques
Des bactéries lactiques produisent de faibles quantités d'acidité volatile (entre 0,10 et 0,20 g·l-1 de H2SO4) pendant la fermentation malolactique (FML), en particulier à la fin par consommation de l'acide citrique. Ce dernier est naturellement présent dans le vin mais peut être aussi ajouté à la mise en bouteille pour éviter la casse ferrique car c'est un complexant du fer. Par ailleurs, ces mêmes bactéries peuvent dégrader les sucres résiduels du vin et produire de grandes quantités d’acide acétique : c’est la « piqûre lactique » redoutée par le vinificateur et qui est souvent consécutive à une FML mal maîtrisée après à un arrêt de fermentation alcoolique. Cet accident est plus fréquent les années chaudes lorsque les caves sont insuffisamment équipées pour la maîtrise des températures de fermentation.

### Teneur dans le vin
La méthode d’analyse officielle impose une séparation des acides volatils par entraînement à la vapeur d’eau puis rectification des vapeurs. L’acidité de l’anhydride sulfureux libre et combiné distillé n’est pas prise en compte dans l’acidité volatile et doit être retranchée de l’acidité du distillat, ainsi que l’acidité des acides sorbiques éventuellement présents, lactique et du dioxyde de carbone.
L’acidité volatile est exprimée en meq·l-1 ou en g·l-1 de l’acide choisi conventionnellement par chaque pays pour son usage intérieur (acide sulfurique en France, avec M = 98 g·mol-1).
Un vin d’appellation d’origine contrôlée est « légal et marchand » si son acidité volatile n’excède pas certaines valeurs: 
| Acide de référence | Vin blanc/rosé/effervescent | Vin rouge  | Vin liquoreux |
| ------------------ | --------------------------- | ---------- | ------------- |
| Équivalent         | 18 meq·l-1                  | 20 meq·l-1 | 24,48 meq·l-1 |
| Sulfurique (H2SO4) | 0,88 g·l-1                  | 0,98 g·l-1 | 1,20 g·l-1    |
| Tartrique          | 1,32 g·l-1                  | 1,47 g·l-1 | 1,80 g·l-1    |
| Acétique           | 1,08 g·l-1                  | 1,20 g·l-1 | 1,47 g·l-1    |

Par exemple, le maximum d'acidité volatile autorisée pour les vins rouges est de 0,98 g·l-1 exprimée en H2SO4, dans le cas contraire, la législation interdit sa vente.
Ces valeurs limites sont fixées dans le cahier des charges en fonction du type de vin, en particulier suivant sa teneur en sucre, et le type d'élevage réalisé ainsi que sa durée, ainsi des valeurs plus restrictives peuvent être appliquées localement, pour les vins primeurs notamment. Des dérogations peuvent être appliquées dans le cas de millésimes difficiles.